# Municipio de Chetopa (condado de Neosho)
El municipio de Chetopa (en inglés: Chetopa Township) es un municipio ubicado en el condado de Neosho en el estado estadounidense de Kansas. En el año 2010 tenía una población de 861 habitantes y una densidad poblacional de 6,9 personas por km².

## Geografía
El municipio de Chetopa se encuentra ubicado en las coordenadas 37°31′2″N 95°27′40″O / 37.51722, -95.46111. Según la Oficina del Censo de los Estados Unidos, el municipio tiene una superficie total de 124.74 km², de la cual 124,31 km² corresponden a tierra firme y (0,34 %) 0,43 km² es agua.

## Demografía
Según el censo de 2010, había 861 personas residiendo en el municipio de Chetopa. La densidad de población era de 6,9 hab./km². De los 861 habitantes, el municipio de Chetopa estaba compuesto por el 94,43 % blancos, el 0,23 % eran afroamericanos, el 0,7 % eran amerindios, el 0,23 % eran asiáticos, el 0,46 % eran de otras razas y el 3,95 % eran de una mezcla de razas. Del total de la población el 2,32 % eran hispanos o latinos de cualquier raza.